# 스다 요시마사
스다 요시마사(일본어: 須田 芳正, 1967년 8월 22일 ~ )는 일본의 전 축구 선수이다.

## 구단 경력
1990년 일본 사커 리그의 도쿄 가스에 입단하였다. 1993년 J1리그의 우라와 레즈로 이적했다. 1994년 재팬 풋볼 리그의 고후 클럽로 이적했다. 1994년후 현역 은퇴.